# Gendarmerie d'élite de la Garde impériale
La gendarmerie d'élite est un corps de Gendarmerie créé en 1801 par Napoléon Bonaparte et en service dans l'armée française jusqu'en 1815. Incorporée en 1803 à la Garde consulaire, elle conserve son appellation à l'avènement du Premier Empire au sein de la nouvelle Garde impériale.
La gendarmerie d'élite, « spécialement chargée du maintien de la sûreté publique, et de la police dans le lieu où réside le gouvernement », est organisée en deux escadrons qui sont placés dans un premier temps sous les ordres du colonel Savary. Les premières campagnes de l'Empire n'offrent qu'un rôle très secondaire à la gendarmerie, celle-ci assurant les déplacements de l'Empereur et la protection des lignes de communications. En 1808, la légion est envoyée en Espagne : chargée de lutter contre la guérilla en plus de son service habituel de force publique, elle y fait également office de cavalerie lourde comme à Medina de Rioseco. Rappelée de la péninsule en 1812 pour la campagne de Russie, les gendarmes de la Garde tirent le sabre à la Bérézina, puis à Leipzig et Montmirail.
Sous la Première Restauration, la gendarmerie d'élite se voit attribuer la dénomination de gendarmerie des chasses, mais elle reprend son ancien nom durant les Cent-Jours où une compagnie prend part à la campagne de Belgique. Le corps est définitivement dissous à Châtellerault au retour des Bourbons.

## Organisation

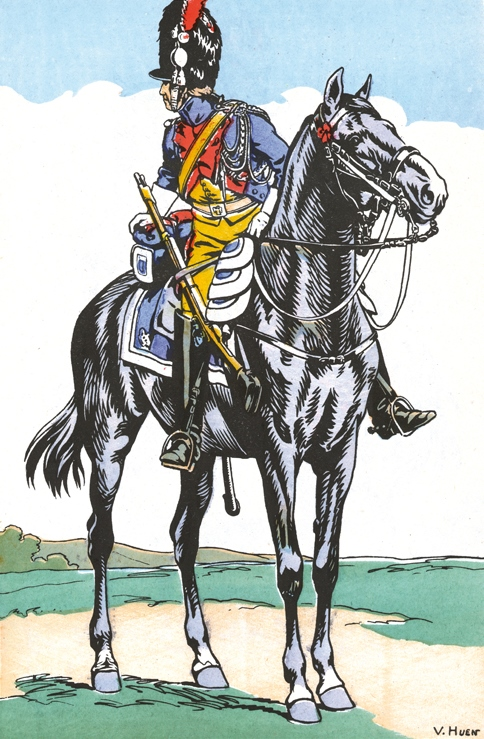
Gendarme d'élite en patrouille. Illustration de Victor Huen.

Un escadron de gendarmes avait auparavant été créé en 1801 et incorporé dans la Garde consulaire en 1802. Recréée au sein de la Garde impériale en 1804, la gendarmerie d'élite compte deux escadrons chacun divisés en deux compagnies. En théorie, chaque homme devait mesurer au moins 1,76 m pour être recruté. Aux deux escadrons de gendarmes à cheval s'ajoutent deux éphémères compagnies de gendarmes à pied.
À sa création, l'unité comprend, gendarmes à pied compris, 632 officiers, sous-officiers et soldats. En 1806, les compagnies de gendarmes à pieds sont dissoutes, réduisant l'effectif à 456 cavaliers.

## Campagnes militaires

### 1805-1807: un rôle secondaire
En 1805, l'Autriche et la Russie déclarent la guerre à la France. Napoléon prend de vitesse ses adversaires, marche sur la Bavière, bat les Autrichiens à Ulm et écrase les Austro-Russes à Austerlitz. Au cours de cette « campagne-éclair », la gendarmerie d'élite assure le service de relais pour les déplacements de l'Empereur.

### Guerre d'Espagne

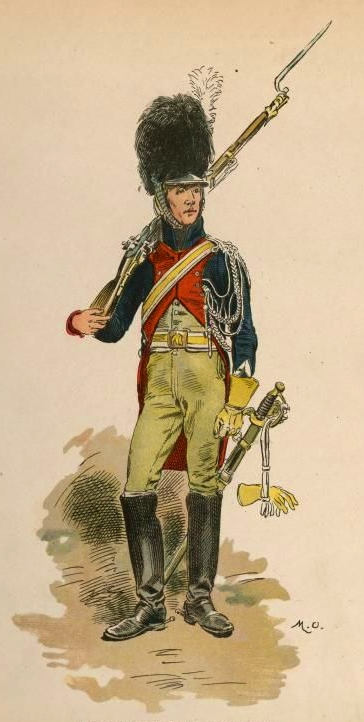
Gendarme d'élite en service à pied, par Maurice Orange.

En 1808, les gendarmes d'élite marchent vers l'Espagne, aux côtés des autres contingents de la Garde appelés à prendre part à la guerre de la péninsule. Un premier détachement de 5 officiers et 100 gendarmes, commandé par le capitaine Noirot, est affecté au corps du maréchal Bessières où il remplit son rôle de sûreté habituel. Un second détachement, fort de 85 hommes sous les ordres du colonel-major Jacquin, stationne à Madrid.
Le 2 mai 1808, la population madrilène se soulève contre les Français. Le maréchal Murat, qui commande les troupes d'occupation, ordonne à la cavalerie de sabrer la foule. Les gendarmes à cheval font le coup de sabre avec les insurgés, ce qui leur coûte quelques blessés dont le colonel-major Jacquin. Quelques mois plus tard, le 14 juillet, à la bataille de Medina de Rioseco, 57 gendarmes d'élite menés par le capitaine Noirot chargent contre les positions espagnoles avec la cavalerie du général Lasalle. Au mois de septembre, leur organisation est remaniée : 99 gendarmes restent auprès de Bessières, 163 sont affectés au corps de réserve du général Saligny et 77 à la brigade de réserve de l'infanterie de la Garde. Le 10 novembre, c'est la bataille de Burgos où les gendarmes d'élite, présents au sein de la cavalerie de Bessières, participent à la charge qui enfonce les Espagnols et livre la ville aux Français. Au 15 novembre 1808, les deux escadrons de gendarmes d'élite présents en Espagne alignent 186 hommes.
En janvier 1809, laissant au maréchal Soult le soin de poursuivre les Anglais, Napoléon retourne en France et rappelle la majeure partie de sa Garde pour la campagne contre l'Autriche. De fait, en mars 1810, il ne reste plus en Espagne que 6 officiers et 101 gendarmes, qui doivent à plusieurs reprises se mesurer à la guérilla. Ainsi, le 23 mars, une troupe de cinq gendarmes montés est attaquée à la Puebla par les guérilleros, qui blessent l'un d'entre eux avant de s'enfuir à l'arrivée des renforts de la garnison. Le 5 septembre, à Quintanapalla, un peloton de 40 gendarmes sous le capitaine Jamin se heurte à un parti de guérilleros. Emmanuel Martin écrit : « le capitaine Jamin prit aussitôt ses dispositions et entama la charge, mais, à la vue des hauts bonnets à poil des gendarmes de la garde, les cavaliers espagnols tournèrent bride sans attendre le choc. ». Poursuivis vigoureusement par les gendarmes d'élite, les Espagnols perdent 22 hommes et 10 chevaux avant de pouvoir se disperser.
Au début de l'année 1811, la gendarmerie de la Garde en Espagne est représentée par un détachement de 77 hommes commandé par le capitaine Jamin, attaché au corps du général Dorsenne où il remplit le double service de sûreté et de lutte anti-guérilla. Ce détachement sert encore à Astorga et à Ciudad Rodrigo avant de quitter définitivement la péninsule à la fin de l'année.

### Russie, Allemagne et France

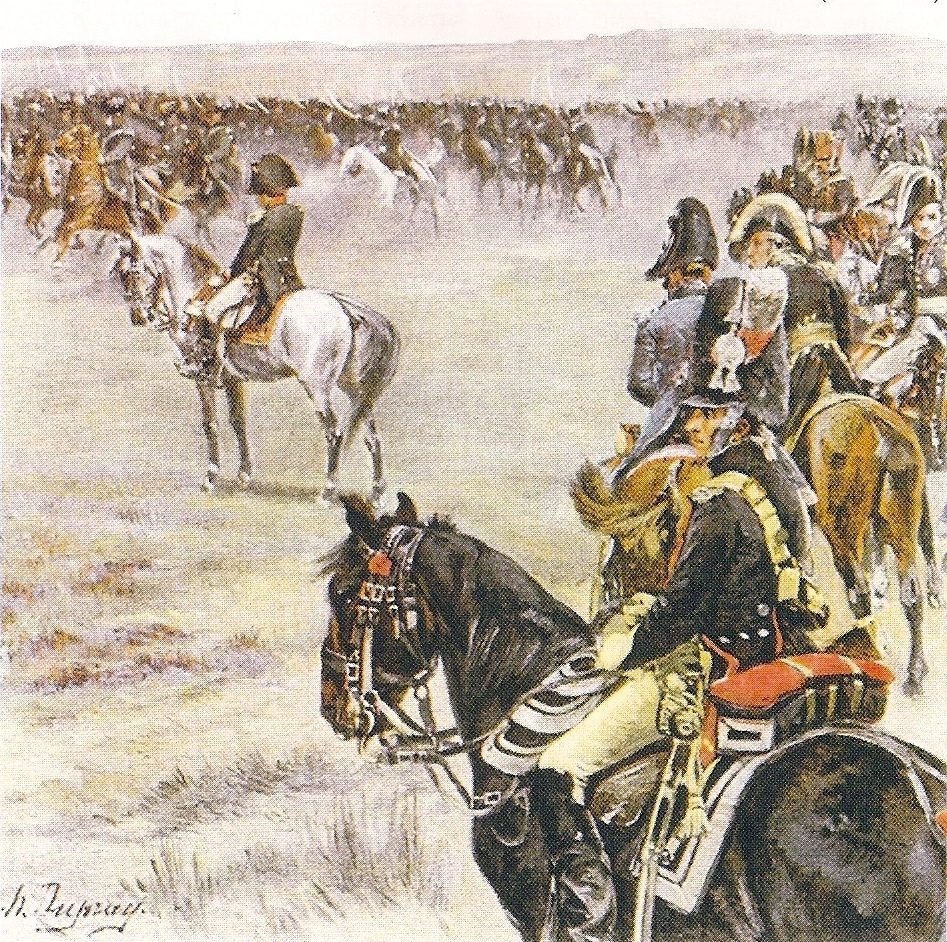
Bataille de Wagram. Au premier plan, un gendarme d'élite de service auprès de l'Empereur.

Ils sont rappelés en 1812 par l'Empereur pour participer à la campagne de Russie.

« Pendant la campagne de Russie, les gendarmes combattent deux fois : à Orcha, pour assurer le passage du Dniepr, et à la Berezina, lors du passage du gué de Studianka. »

— Alain Pigeard, La Garde impériale : 1804-1815, 2005, p. 169.
Malgré les pertes subies dans les neiges de Russie, les deux escadrons combattent à Leipzig en 1813. L'effectif total passe à 1 174 cavaliers du fait de l’adjonction de 640 gendarmes conscrits. Par la suite, les conscrits verront leur nombre diminué à 540, puis à 300 au début de l'année 1814. En France, les gendarmes d'élite affrontent les Russes à Montmirail et à Vauchamps, avant d'être dissous sous la Première Restauration.

### Cent-Jours
De retour d'exil, Napoléon réinstaure la gendarmerie d'élite, organisée en deux compagnies. Seule la 1re, sous les ordres du capitaine Dyonnet, participe à la campagne de Belgique. Lors de la bataille de Ligny, les gendarmes d'élite participent à la charge des escadrons de service de la Garde contre les uhlans prussiens, le lieutenant Viénot étant tué au cours de l'attaque. Ils sont également présents à Waterloo. La dissolution de la gendarmerie d'élite de la Garde impériale est officiellement prononcée le 15 septembre 1815, décision qui sera appliquée le 26 du même mois à Châtellerault. Son dernier commandant, le général Dautancourt, se sépare de ses soldats en proclamant :

« À la fin de ma carrière militaire, j'ai eu l'honneur de commander à des braves comme vous, je ne pouvais pas mieux finir. Adieu… Servez fidèlement le roi et la Patrie ! »

## Police de l'Empire

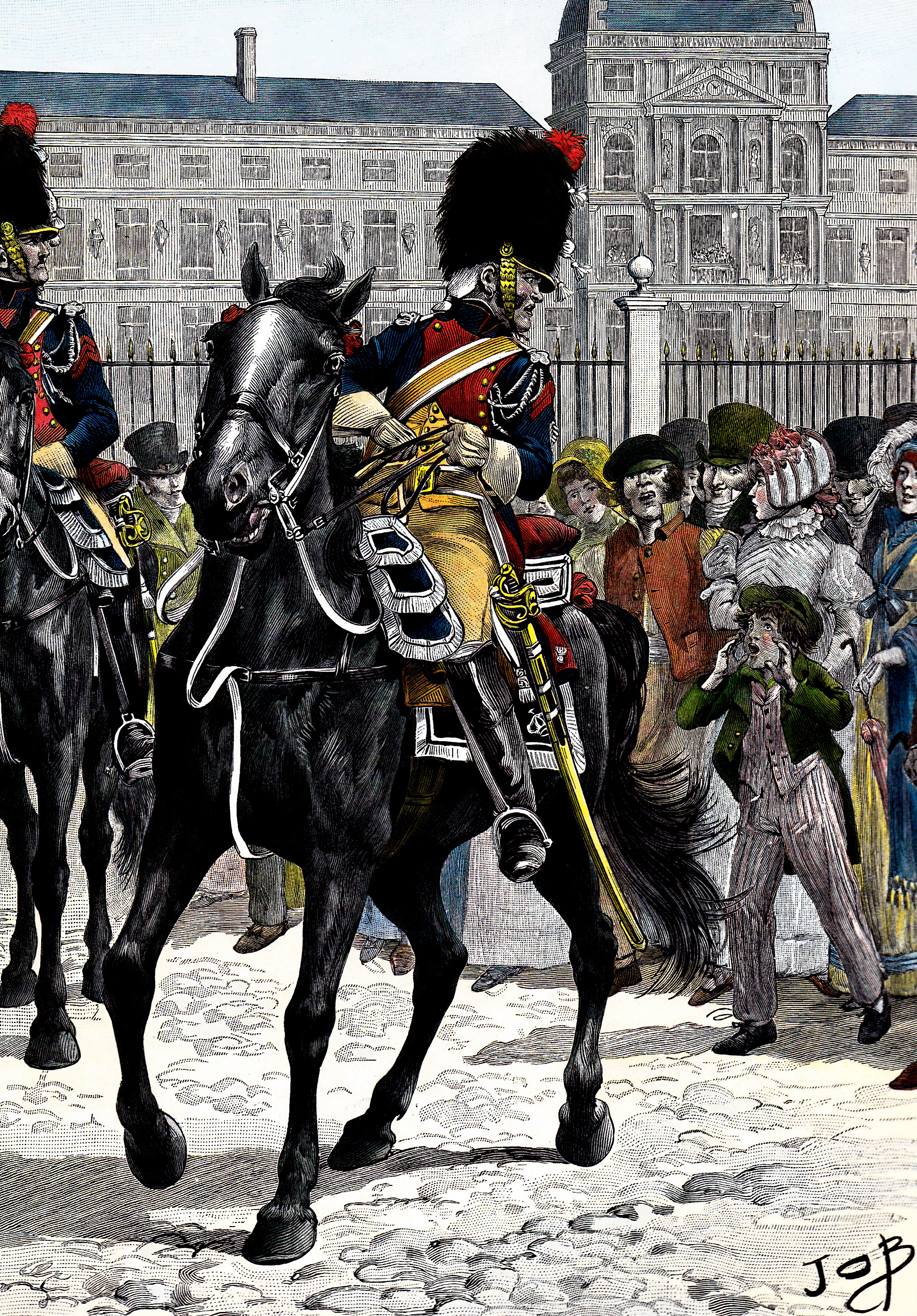
Les gendarmes d'élite en faction devant les grilles des Tuileries, le jour de la naissance de l'Aiglon. Illustration de Job.

Le principal rôle des gendarmes d'élite (comme leur nom l'indique) est d'assurer la sécurité non seulement des hommes d’États importants, mais aussi des villes, françaises ou étrangères. C'est pour cette raison que les autres troupes de la Grande Armée les surnomment « Les Immortels », en raison de leur faible ratio de pertes au combat. Cependant, le rôle de la gendarmerie d'élite se restreint surtout à Paris, sous les ordres directs de l'Empereur, et elle ne patrouille dans les villes conquises que lors des campagnes militaires, ce rôle étant normalement réservé à la police locale ou à la gendarmerie de la Ligne.
Un peloton de seize gendarmes d'élite se charge de l'exécution du duc d'Enghien, en 1804. Les gendarmes d'élite ont notamment l'honneur d'escorter Napoléon lors de la cérémonie du Sacre.

### En campagne
Lors des campagnes militaires de l'Empereur, les gendarmes d'élite gèrent la sûreté du quartier-général. Ils se tiennent généralement à l'entrée des tentes. Ils sont parfois de service auprès de Napoléon, constituant l'escorte de l'état-major impérial.
Ils suivent également l'Empereur sur les routes durant ses voyages en berline,. Ils assurent la garde des prisonniers de guerre et des trophées pris à l'ennemi. Enfin, ils luttent contre la désertion, parfois aidés des habitants et des paysans des villages alentour, qui ne voient pas d'un bon œil ces soldats errants qui pillent les récoltes et les maisons.

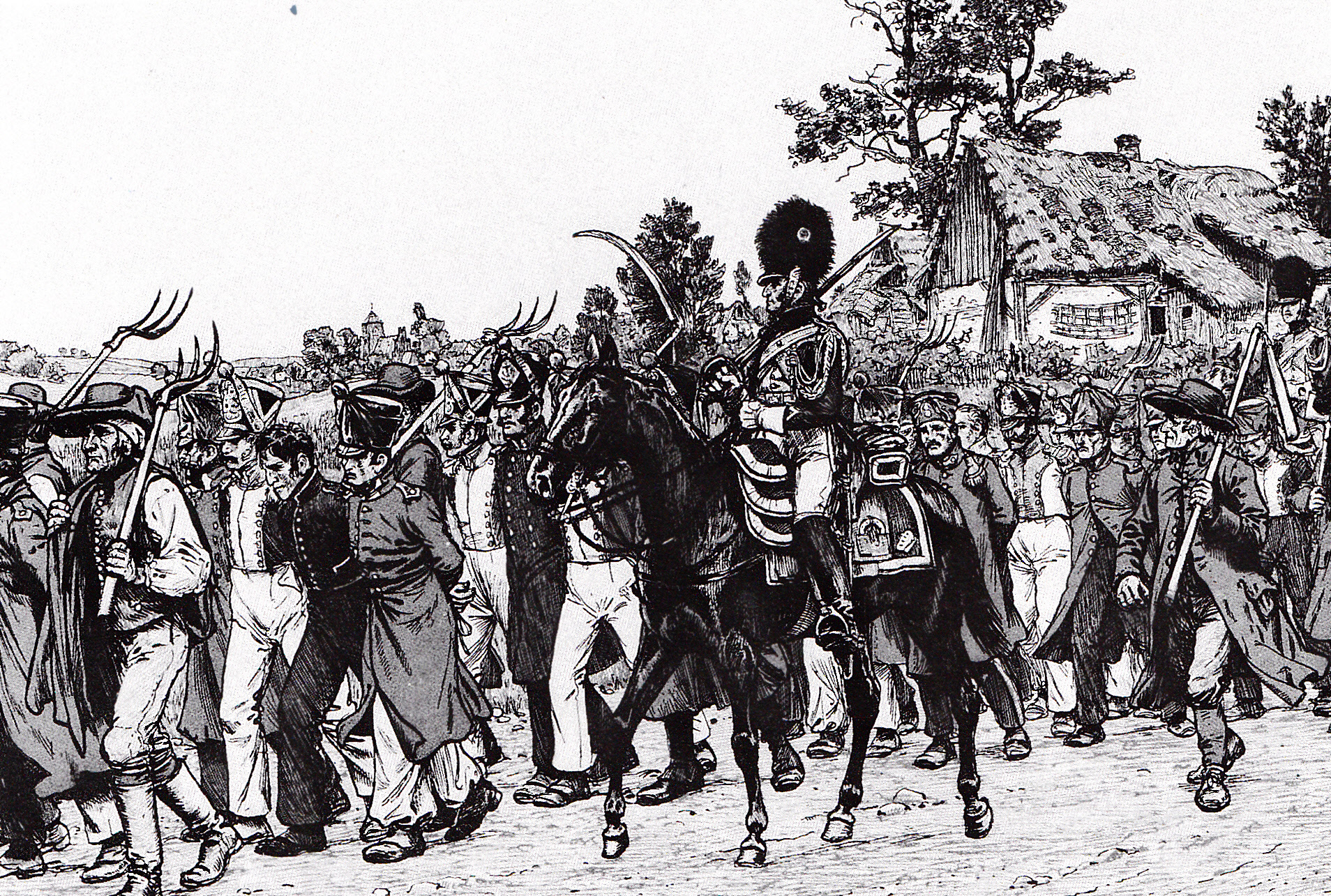
Des gendarmes d'élite escortent des déserteurs capturés avec l'aide des paysans locaux (illustration de Richard Knötel).

### En temps de paix
Pendant les périodes calmes où l'Empereur réside dans ses palais, la gendarmerie d'élite est chargée de la garde des appartements impériaux. Ils surveillent les entrées et sorties du bâtiment pour empêcher toute personne d'attenter aux jours du souverain. Ils ont ainsi la responsabilité des Tuileries, de Saint-Cloud et de Schönbrunn. Cette tâche incombe au début aux gendarmes à pied, puis, lorsque ceux-ci furent dissous en 1806, à la gendarmerie à cheval.
La gendarmerie d'élite remplit plusieurs services lorsqu'elle est stationnée à Paris : deux détachements de cavaliers sont affectés aux Tuileries et à la Malmaison pour assurer l'escorte de l'Empereur ; un détachement à pied détaché aux Tuileries ; ainsi qu'un détachement à la prison du Temple.

## Chefs de corps

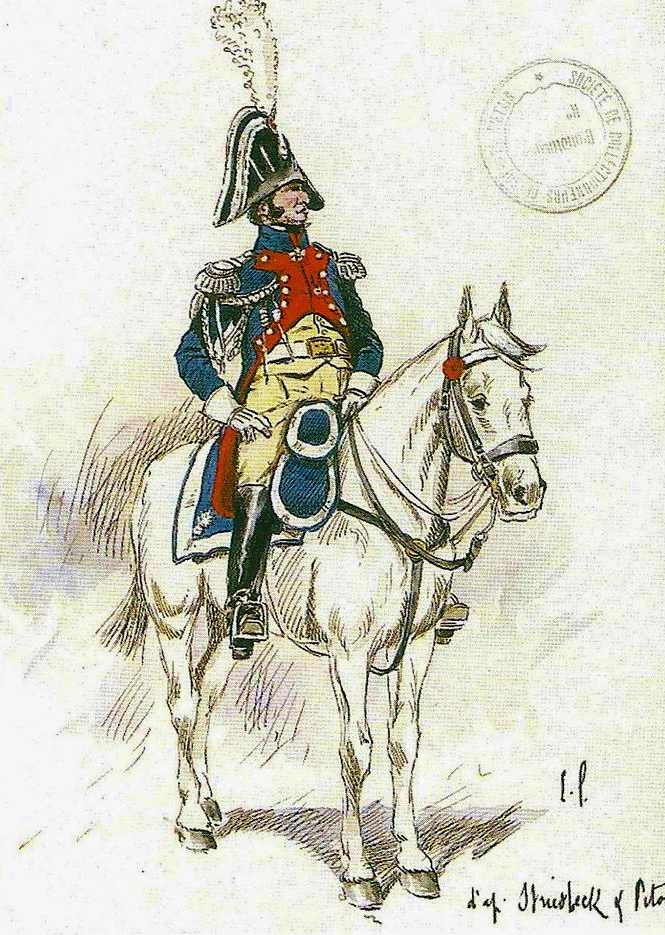
Colonel de la gendarmerie d'élite de la Garde impériale. Illustration d'Ernest Fort.

C'est le 5 septembre 1801 que la gendarmerie d'élite reçoit son premier colonel, Anne Jean Marie René Savary, futur duc de Rovigo. Le chef d'escadron Jacquin passe colonel en second en juillet 1805 : à cette période, le chef d'escadron Delga dirige la gendarmerie à pied, Henri et Dautancourt étant à la tête des deux escadrons de la légion à cheval. Henri devient colonel en second le 30 mai 1808, et Jacquin quitte l'armée en novembre. Savary est nommé ministre de la Police le 8 juin 1810 ; le général Antoine Durosnel, aide de camp de Napoléon, le remplace. Pendant les Cent-Jours, l'Empereur confie la gendarmerie d'élite au général Pierre Dautancourt qui se charge de son organisation, mais c'est le capitaine Dyonnet qui en sera le commandant effectif lors de la campagne de Belgique.

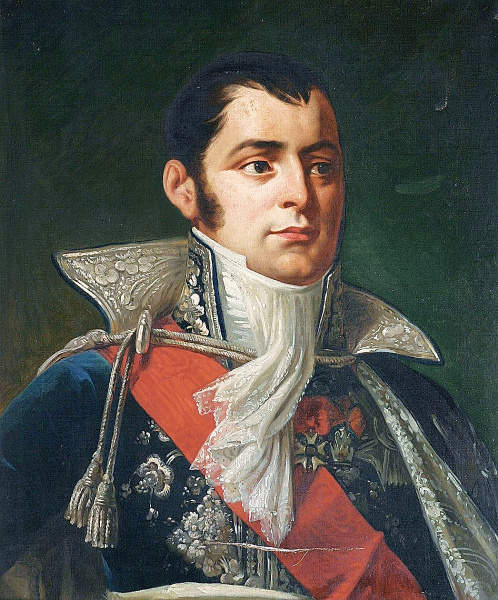
Anne Jean Marie René Savary.
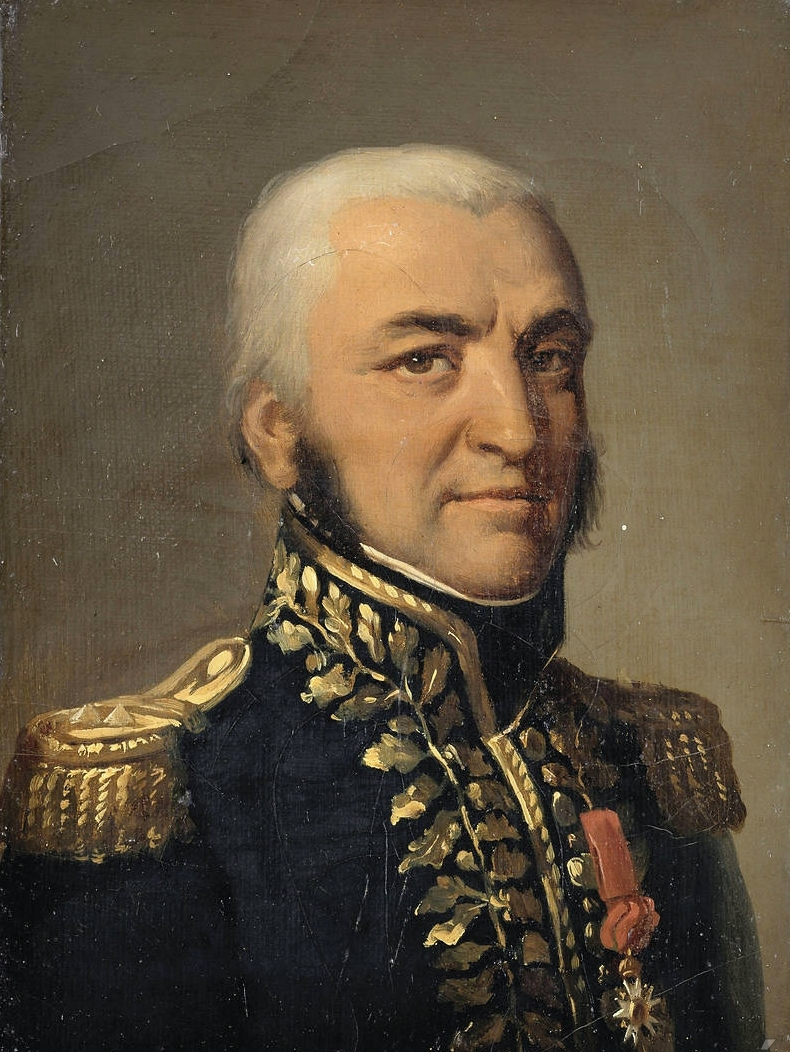
Jean-Baptiste Jacquin.
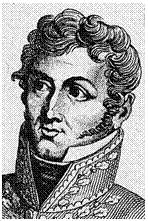
Antoine Jean Auguste Durosnel.
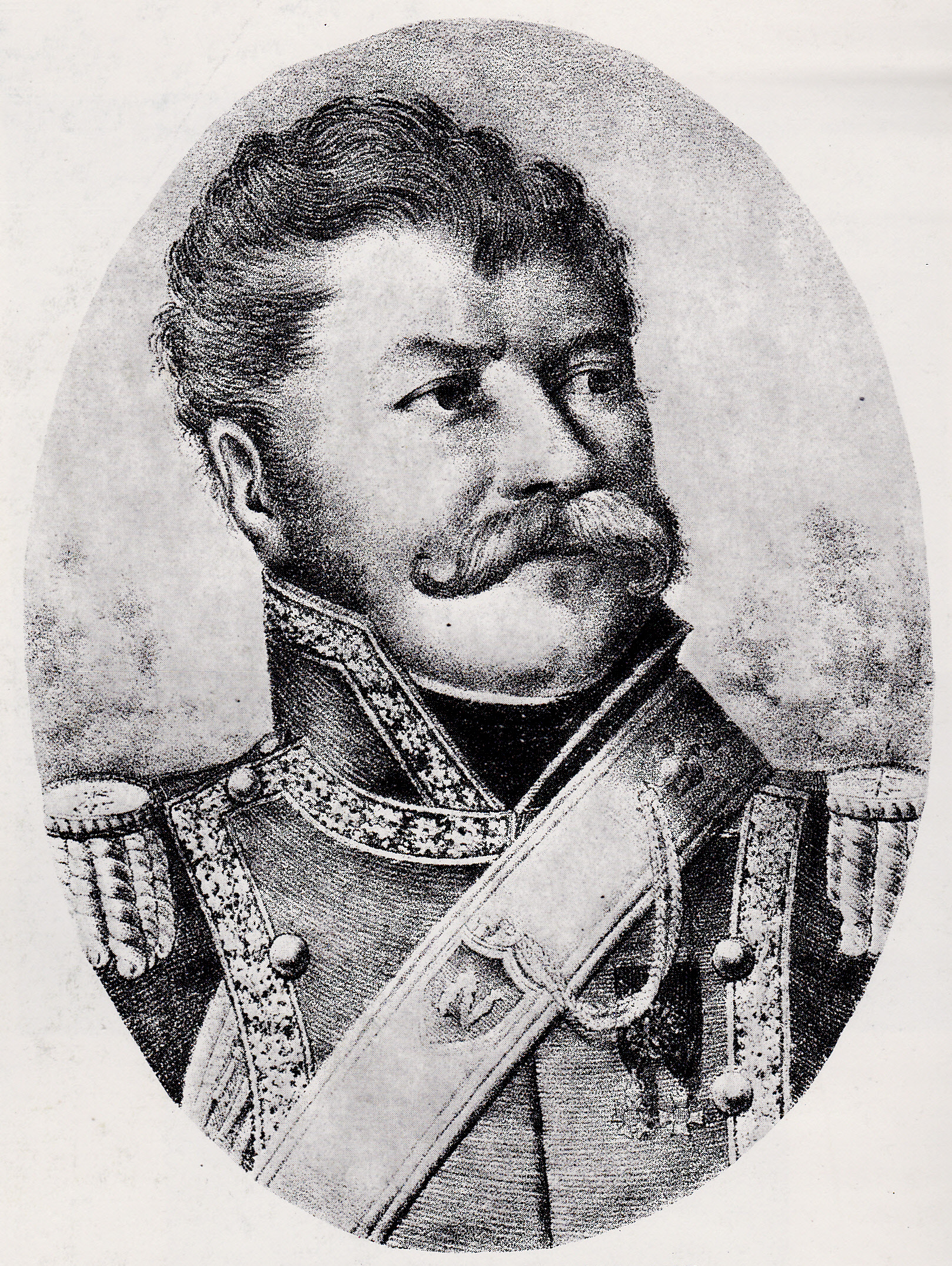
Pierre Dautancourt.

## Étendards et fanions
Les drapeaux et étendards de la gendarmerie d'élite sont du modèle 1804, avec l'inscription « L'Empereur des Français au …e Escadron de Gendarmerie d'élite de la Garde Impériale » à l'avers, et une aigle impériale couronnée tenant dans ses serres un faisceau de foudre avec la devise « Valeur et Discipline » au revers. Ses dimensions sont de 80 cm × 80 cm.

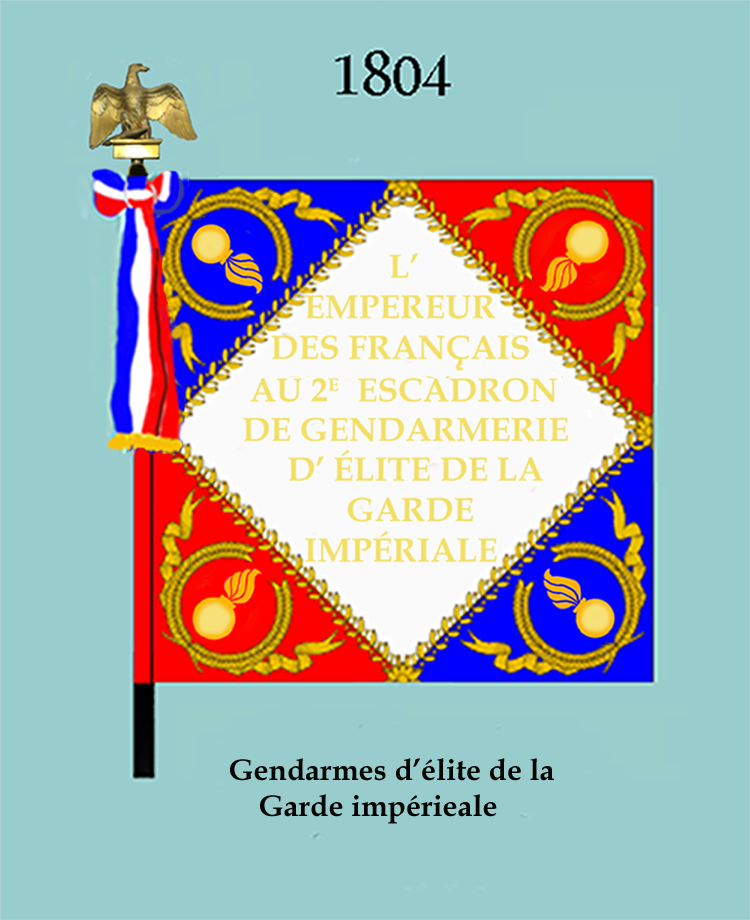
modèle 1804 avers
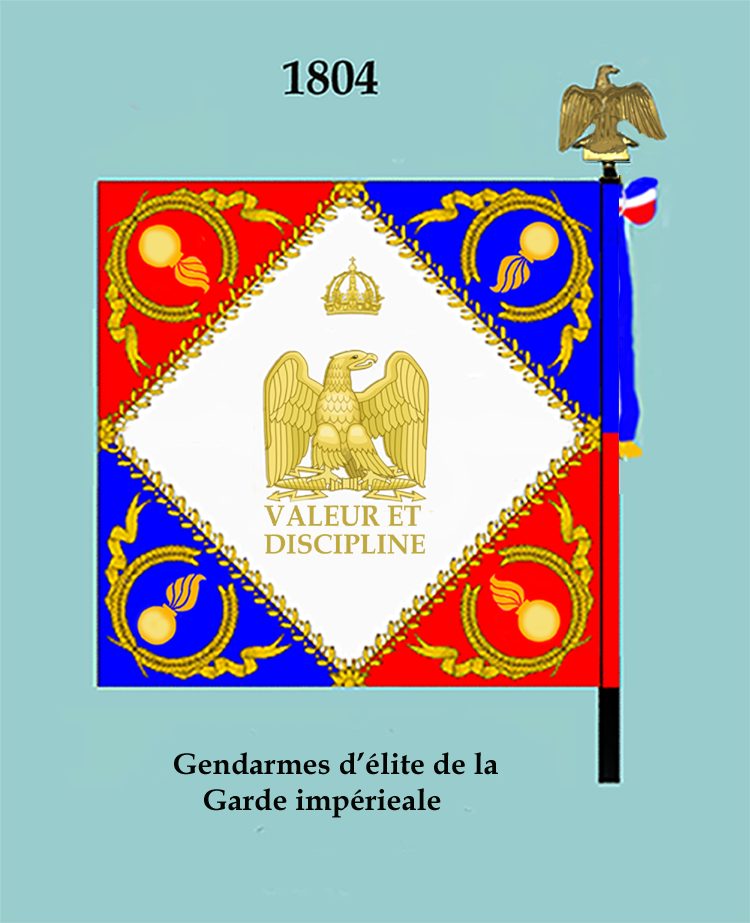
modèle 1804 revers
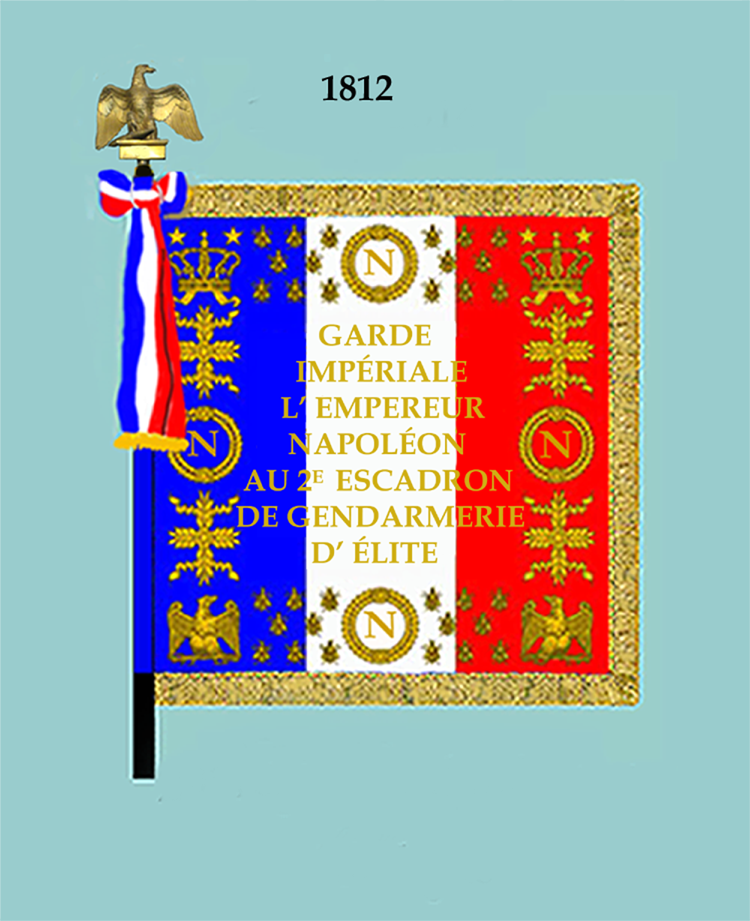
modèle 1812 avers
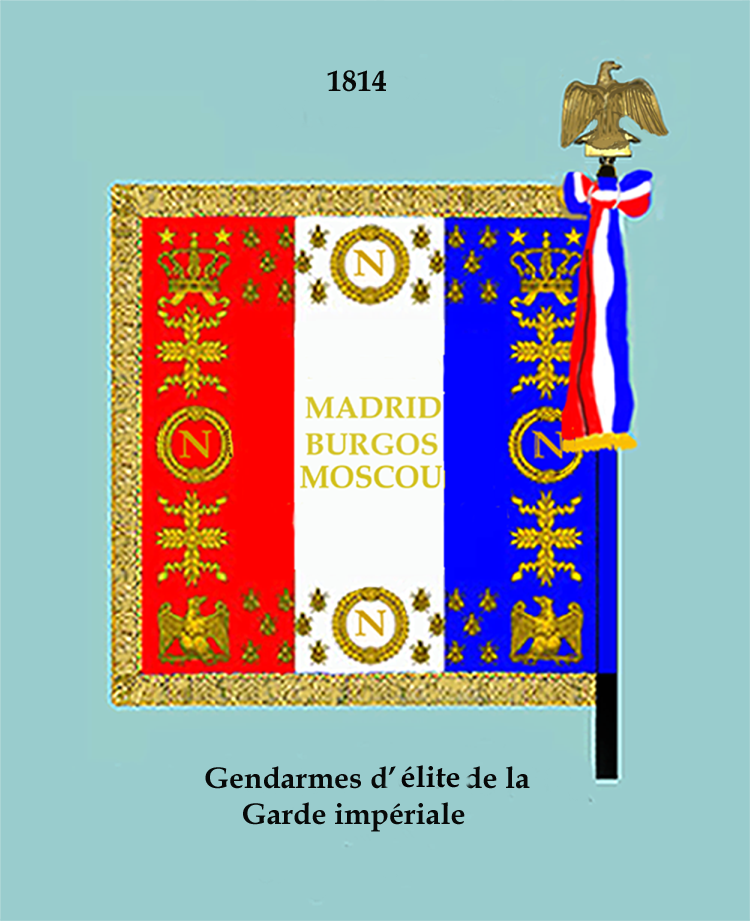
modèle 1812 revers

En 1813, le corps se voit remettre un nouvel étendard à bandes verticales tricolores, qui est utilisé jusqu'en 1814.

## Uniformes

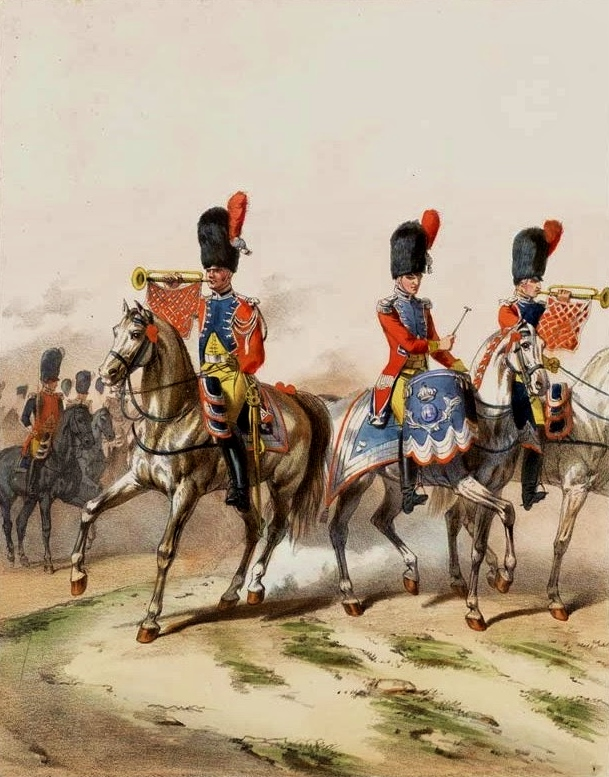
Trompettes et timbalier de la gendarmerie d'élite en 1804, par Alfred de Marbot.

Hormis quelques exceptions, l'uniforme des gendarmes à cheval d'élite ressemblait beaucoup à celui des grenadiers à cheval de la Garde : la veste à boutons blancs et la culotte en daim de couleur beige, tout comme les gants et le gilet. À gauche, l'aiguillette en trèfle est en fil blanc et à droite le galon plat de couleur blanche. Le bonnet d'ourson à visière avec jugulaires en métal et cordons est surmonté d'une calotte écarlate ornée d'une grenade blanche. La coiffure est surmontée d'un plumet rouge (blanc pour les jours de parade). En ce qui concerne les buffleteries, elles sont jaunes bordées d'un galon blanc. La selle est bleue avec ornements blancs. Il en est de même pour le portemanteau. Les gendarmes à cheval portent les bottes à l'écuyère. Le sabre en acier est celui des grenadiers à cheval de la Garde, tandis que le fusil modèle 1777 à baïonnette (réservé pour les services à pied, comme la sécurité des résidences impériales) est similaire à celui de l'infanterie, excepté sa taille adaptée à la cavalerie. La troupe est montée sur des chevaux noirs.
Pour les gendarmes à pied, la tenue est similaire, hormis les guêtres noires et les épaulettes, ainsi que le bonnet à poil sans cordons. L'armement principal consistait en un fusil modèle 1777 avec baïonnette.

## Anecdotes
En 1813, le général Fournier-Sarlovèze, puni pour une malencontreuse phrase à l'adresse de l'empereur, est envoyé purger sa peine à Mayence. Sur le chemin, sa berline, escortée par un piquet de gendarmes d'élite, est attaquée par des cosaques. Un gendarme est tué. Sautant de sa berline et s'emparant de la monture ainsi que du sabre du mort, il entraîne à sa suite les gendarmes contre les cavaliers ennemis et met en déroute ces derniers. Après quoi, rendant le cheval et le sabre, il remonte dans sa voiture et lance au cocher : « En avant, à Mayence ! »